# Andy Bey
Andrew W. Bey (født 28. oktober 1939 i Newark, New Jersey, død 26. april 2025 i  Englewood, New Jersey) var en amerikansk jazzsanger og jazzpianist.
Han arbejdede på tv-showet Startime med Connie Francis og sang for Louis Jordan. Da han var 17 år dannede han trioen Andy and the Bey Sisters med sine søskende Salome Bey og Geraldine Bey. De turnerede 16 måneder i Europa og indspillede i alt tre albums før de gik fra hinanden i 1967.
Han samarbejdede også med Horace Silver og Gary Bartz. I 1974 medvirkede Bey og Dee Dee Bridgewater på Stanley Clarkes album Children of Forever.
Til trods for en vis succes og flere pladeudgivelser blev Bey arbejdsløs i 90'erne og fik i stedet job som gæstelærer på musikhøjskolen i Graz i Østrig. Ind imellem havde han muligheder for at optræde på små klubber – blandt andet i Zagreb i det daværende Jugoslavien.[kilde mangler]
En optagelse fra en af koncerterne banede vejen for soloalbummet Ballads, Blues and Bey. Et par år efter fulgte det endelige gennembrud med cd'en Shades of Bey, hvor Bey har suppleret sin stemme og klaver med musikere som blandt andre Gary Bartz (altsax), Peter Washington (bas) og Victor Lewis (trommer).
I 2003 modtog Andy Bey "2003 Jazz Vocalist of the Year"-prisen af Jazz Journalists Association. To år efter, i 2005, blev hans album American Song fra 2004 nomineret til Grammyen "Best Jazz Vocal Album".

## Diskografi
- Now! Hear! (Prestige, 1964) med Jerome Richardson, Kenny Burrell - (med Bey Sisters)
- Round Midnight (Prestige, 1965) med Kenny Burrell, Milt Hinton, Osie Johnson - (med Bey Sisters)
- Experience and Judgement (Atlantic, 1974)
- As Time Goes By (live) (Jazzette, 1991)
- Ballads, Blues and Bey (Evidence, 1996)
- Shades of Bey (Evidence, 1998)
- Tuesdays in Chinatown (Encoded Music, 2001)
- Chillin' (solo, Minor Music 2003)
- American Song (Savoy Jazz, 2004)
- Ain't Necessarily So (12thStreet, 2007)
- The World According to Andy Bey (Highnote, 2013)